# Екшьо (община)
Община Екшьо (на шведски: Eksjö kommun) е разположена в лен Йоншьопинг, южна Швеция с обща площ 878 km2 и население 16 464 души (към 31 декември 2013). Административен център на община Екшьо е едноименния град Екшьо.